# Mercedes Bustamante
Mercedes Maria da Cunha Bustamante (Chile, 24 de septiembre de 1963) es una bióloga, investigadora y profesora universitaria chileno-brasileña. Fue presidenta de la Coordinación de Perfeccionamiento del Personal de Educación Superior (CAPES). Fue nombrada Comandante de la Orden Nacional del Mérito Científico y miembro de la Academia Brasileña de Ciencias.

## Trayectoria
Mercedes nació en Chile en 1963. Hizo su carrera en Brasil. Se licenció en 1984 en Ciencias Biológicas en la Universidad del Estado de Río de Janeiro. Realizó una maestría en Ciencias Agrícolas en la Universidad Federal de Viçosa (1988) y un doctorado en Geobotánica en la Universidad de Trier (1993).
Ha desarrollado relevantes actividades vinculadas a la investigación del calentamiento global y es considerada una de las principales expertas del Cerrado brasileño. Es una voz activa en la defensa de este biomasa. Se convirtió en profesora de la Universidad de Brasilia.
Ha participado en grupos y comités de investigación nacionales e internacionales de alto nivel. Participó del grupo de investigación internacional LAB, que estudió la relación entre la Amazonía y el equilibrio climático. Se convirtió en miembro del Panel Brasileño de Cambio Climático (PBMC), co-coordinadora de su Comité Científico, co-coordinadora del Grupo de Trabajo "Mitigación" y coordinó el Volumen 3 del 1er Informe del PBMC.
Entre 2010 y 2013 representó a América Latina en la Iniciativa Internacional del Nitrógeno. Estuvo en el Comité Científico del informe del Programa de las Naciones Unidas para el Medio Ambiente sobre óxido nitroso y durante cinco años estuvo en el Comité Científico del Programa Geosfera-Biosfera del Consejo Científico Internacional. Fue coordinadora general de Gestión de Ecosistemas y directora de Políticas y Programas Temáticos del Ministerio de Ciencia, Tecnología e Innovación. De 2011 a 2014 fue miembro del Panel Intergubernamental sobre Cambio Climático (IPCC), co-coordinando el capítulo "Agricultura, Silvicultura y Otros Usos de la Tierra" del V Informe del IPCC.Fue una de las coordinadoras del primer estudio que demostró el vínculo entre las emisiones de gases de efecto invernadero y la ganadería en Brasil.
Es miembro de la Sociedad Brasileña para el Progreso de la Ciencia, del Consejo Superior de la Fundación de Apoyo a la Investigación del Distrito Federal y asesora del Instituto de Investigaciones Ambientales de la Amazonía. Además, entre 2016 y 2018, formó parte del Comité científico de la Plataforma Brasileira de Biodiversidade e Serviços Ecossistêmicos (BPBES).
En enero de 2023, el ministro de Educación Camilo Santana, anunció su nombramiento como presidenta de la Coordinación de la formación del personal de nivel superior (CAPES), fundación del Ministerio de Educación brasileño que promueve el desarrollo e implementación de cursos de maestría y doctorado (stricto sensu) en el país. Desde 2007, la CAPES también comenzó a promover la formación de docentes de educación básica.

## Reconocimientos
En 2007, recibió el Premio Cláudia en la categoría Ciencias por su trabajo en la gestión y preservación de áreas nativas, y el título Mujer del Año en la categoría Ciencias por sus estudios sobre el Cerrado. En 2009 recibió el Premio Verde de las Américas en el IX Encuentro Verde de las Américas.
En 2018, fue nombrada Comandante de la Orden Nacional del Mérito Científico y miembro titular de la Academia Brasileña de Ciencias.